# 高戸海岸

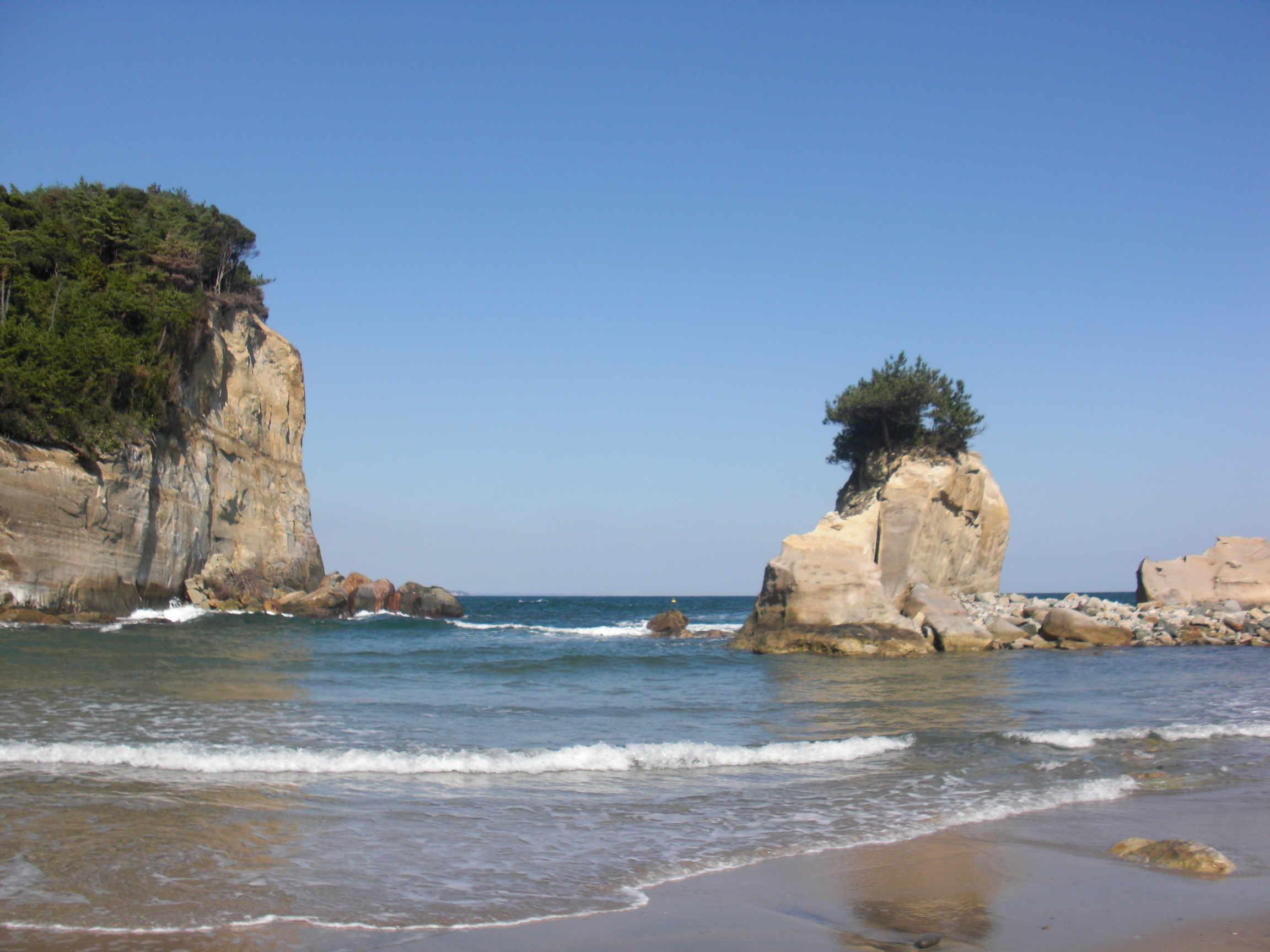
高戸海岸（2011年10月）

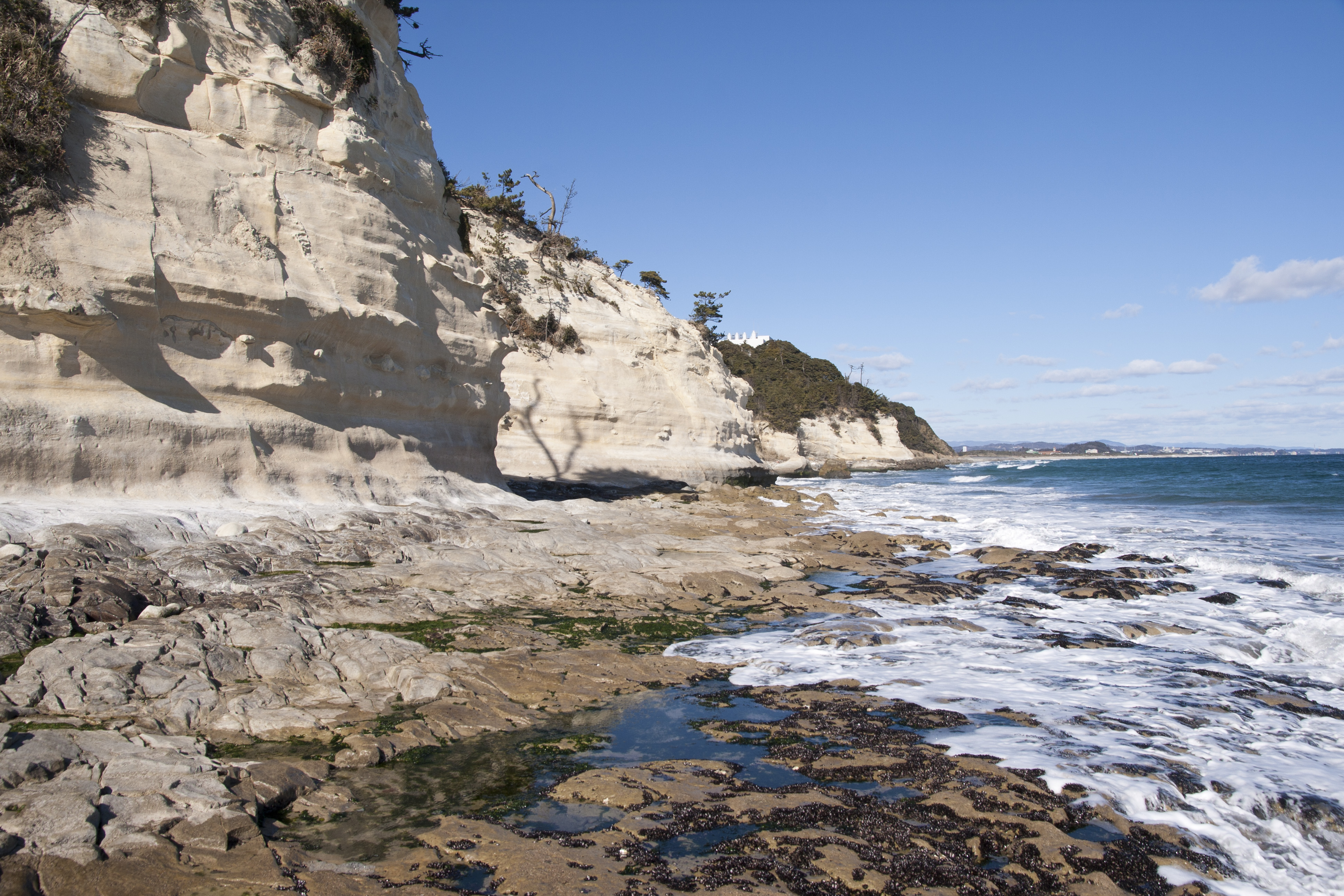
高戸海岸 ささき浜（2018年1月）

高戸海岸（たかどかいがん）は、茨城県高萩市にある海岸。高萩市内の複数に分けられる海岸地域の1つであり、「高戸小浜海岸」ともよばれる。同海岸は茨城県立の海岸公園にも指定され、日本の渚百選にも選定されている。

## 概要
高萩市の海岸地域は主に「有明海岸」「高戸海岸」「赤浜海岸」の3地域に分けられ、同海岸は3地域の中央付近となる。3地域の海岸は計約6.2kmにわたり、その中でも同海岸は一番狭い地域である。また、これらの砂浜に沿って、海岸特有のクロマツ林が帯状に延びている。夏の時期には海水浴場として市内外の多くの人に親しまれている。また幼稚園・小学校の遠足、バーベキューなどに利用されている。「有明海岸」「赤浜海岸」よりも砂浜が少なく海食断崖の入り江が多い箇所で岩場がちな場所であるため、海水浴には十分な注意が必要である。
1996年（平成8年）に日本の渚百選の選定を受けた。
茨城大学の村上哲によれば、2011年（平成23年）3月11日に発生した東北地方太平洋沖地震により海岸崖が崩落し、岩石で海岸公園の一部が埋まった。この崖の崩落は剥離崩壊である。
2016年に開催された「KENPOKU ART 2016 茨城県北芸術祭」では、この地にスッシリー・プイオックの彫刻作品『ソウル・シェルター』が展示された。

## 交通
- 常磐自動車道高萩インターチェンジより、国道6号方面へ約10km。
- 東日本旅客鉄道常磐線高萩駅より約3km。

## 周辺
高萩市の海岸の近隣には、日本唯一の鵜飼いのための海鵜（ウミウ）の捕獲許可地のある日立市伊師浜海岸、景勝地として知られる北茨城市五浦海岸がある。